# Rafaela Butareli
Rafaela Gomes Butareli (Marília, 12 de Maio de 1989) é uma estudante que representou o Brasil no Miss Beleza Internacional 2012.
Para ver todas as classificações das representantes brasileiras no concurso, vá até Brasil no Miss Internacional

## Biografia
Rafaela é filha de Marcos e Silvana Butareli e tem um irmão, Juliano. Aos 14 anos deixou Marília para morar na capital São Paulo, onde jogou vôlei profissionalmente nos times do Pinheiros, Bauru e Americana. Voltou para Marília para estudar Enfermagem.

## Participação em concursos de beleza
Então estudante de Enfermagem, Rafaela venceu o Miss Marília aos 21 anos de idade, tendo sido depois eleita Miss São Paulo em 4 de junho de 2011 ao vencer outras 40 candidatas de todo o estado. Sua vice foi a candidata de Araraquara, Mariane Silvestre, tendo Nathalia Bernardes, de Mairiporã, ficado em 3º lugar. "Foi por insistência do pai que a estudante de enfermagem Rafaela Butareli fez a inscrição no primeiro concurso de beleza de sua vida: o Miss Marília", escreveu a revista Caras.
Em julho, Disputou o Miss Brasil 2011 onde ficou com a quarta colocação.
Em 2012 foi indicada pela organização do Miss Brasil para ser a representante brasileira no Miss Beleza Internacional 2012.
O concurso foi realizado em Okinawa, Japão, e  Rafaela se classificou entre as semifinalistas.